# 伊勢三山
伊勢三山（いせさんざん）は、三重県松阪市の以下の3つの山。伊勢の三つ星とも言われる。
- 局ヶ岳
- 白猪山
- 堀坂山

## 概要
伊勢市の方角から見ると、これら3つの山が同じ位の高さに並んで見ることができる。
古くから伊勢湾で操業する漁師などは、海上で自らの位置を知るための目印として利用してきた。
| 山容                                                  | 山名   | 標高 (m) | 三角点等級 基準点名 | 備考                  |
| ----------------------------------------------------- | ------ | -------- | ------------------- | --------------------- |
| 烏岳から望む局ヶ岳（2020年1月18日撮影）               | 局ヶ岳 | 1,028.69 | 三等 「局岳」       | 関西百名山 近畿百名山 |
| 朝熊ヶ岳（朝熊山）から望む白猪山（2019年11月9日撮影） | 白猪山 | 819.39   | 二等 「白猪山」     | 近畿百名山            |
| 朝熊ヶ岳（朝熊山）から望む堀坂山（2019年11月9日撮影） | 堀坂山 | 757.22   | 三等 「堀坂山」     | 近畿百名山            |